# 両路口駅
両路口駅（りょうろこうえき）は、中華人民共和国重慶市渝中区に位置する重慶軌道交通1号線と3号線の駅である。

## 利用可能な鉄道路線
重慶軌道交通
■1号線
■3号線

## 駅構造

### 1号線
| 至朝天門 | ←      | 上り | ← |        |
|          | ホーム |      |   |        |
|          | →      | 下り | → | 至璧山 |

### 3号線
| 至魚洞 | ←      | 上り | ← |            |
|        | ホーム |      |   |            |
|        | →      | 下り | → | 至江北機場 |

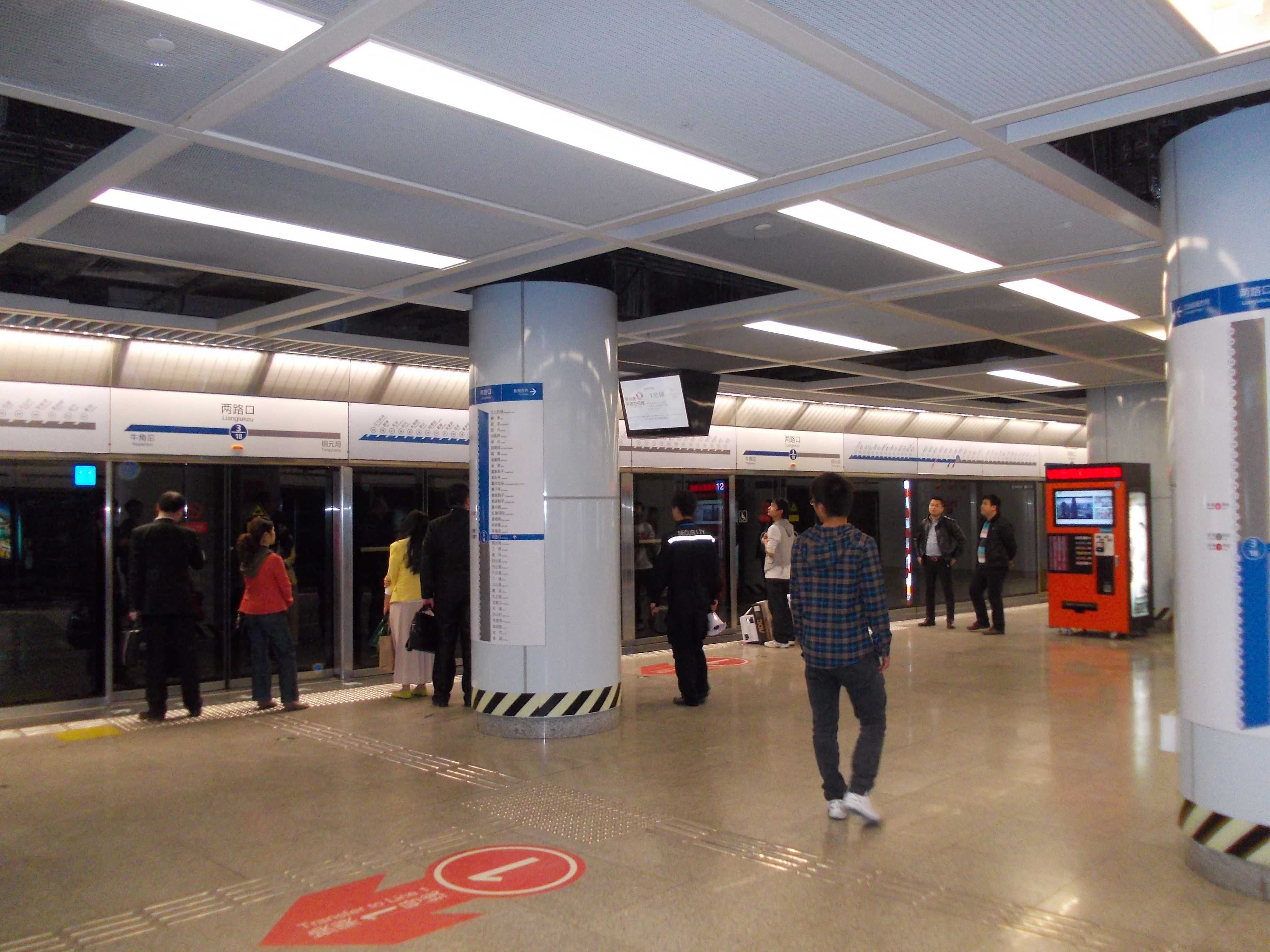
3号線ホーム

## 駅周辺
- 重慶駅
- 重慶宋慶齢旧居陳列館
- 重慶市労働人民文化宮
- 重慶市第三人民医院
- 菜園壩駅
- 重慶市血液センター
- 重慶市少年児童図書館
- 大田湾体育場
- 重慶市軌道交通運営公司ビル

## 歴史
- 2011年7月28日 - 1号線開業。
- 2011年9月29日 - 3号線開業。

## 隣の駅
重慶地下鉄
■1号線
七星崗駅 - 両路口駅 - 鵝嶺駅
■3号線
銅元局駅 - 両路口駅 - 牛角沱駅
座標: 北緯29度33分21秒 東経106度32分42秒 / 北緯29.5558度 東経106.5451度